# Mariengymnasium (Papenburg)
Das Mariengymnasium ist ein Gymnasium in kirchlicher Trägerschaft in Papenburg, Niedersachsen.

## Geschichte
Um 1835 richtete Fräulein Julia Brabant in Papenburg eine höhere Töchterschule ein. 1876 lag der Vorsitz über die Verwaltung der Schule beim Pfarrer ad St. Antonium. 1888 wurde einer Jüdin der Schulbesuch verwehrt, später jedoch haben mehrere Jüdinnen die Schule besucht. Der Katholischer Schulverein e.V. wurde 1904 gegründet. Am 4. Mai 1916 übernahmen die Ursulinen aus Haselünne in Papenburg die Schule. Ostern 1938 musste die Ursulinenschule geschlossen werden. Am 24. April 1946 nahm die Schule als Oberschule für Mädchen wieder den Unterricht auf. Aufgrund des Mangels an Schwesternlehrkräften ging die Trägerschaft der Schule 1954 auf den Schulverein zur Erhaltung und Förderung der katholischen Oberschule in Papenburg e.V. über. 1955 übernahmen die Franziskanerinnen von Thuine die Marienschule. 1968  wurde das erste Abitur vergeben. 1970 wurde die Trägerschaft vom Schulverein auf die Pflegeanstalt St. Georgsstift Thuine GmbH übertragen. 2018 ging die Trägerschaft auf die Schulstiftung im Bistum Osnabrück über.
Aufgrund nachlassender Anmeldezahlen wurden zunächst gemeinsame Kurse mit dem örtlichen Gymnasium in der Oberstufe angeboten. 2023 wurde dann für alle Klassen die Koedukation eingeführt.

## Ehemalige
- Kathrin Ottink (* 1984), Hochschullehrerin